# Sierakowo Słupskie
Sierakowo Słupskie (deutsch Zirchow, Kreis Stolp in Pommern) ist ein Dorf in der polnischen Woiwodschaft Pommern und gehört zur Stadt-und-Land-Gemeinde Kobylnica (Kublitz) im Powiat Słupski (Stolper Kreis).

## Geographische Lage
Das Dorf liegt in Hinterpommern, etwa zwölf Kilometer südwestlich von Stolp. Westlich des Dorfes liegt ein vermoortes Wiesental, durch das die Quacke fließt, ein Nebenfluss der Stolpe. Gegenüber auf der anderen Seite des Wiesentals liegt das Dorf Kończewo (Kunsow).
Nachbarorte sind im Norden Widzino (Veddin), im Osten Zajączkowo (Sanskow), im Süden Kuleszewo (Kulsow) und im Westen Kończewo (Kunsow).

## Geschichte

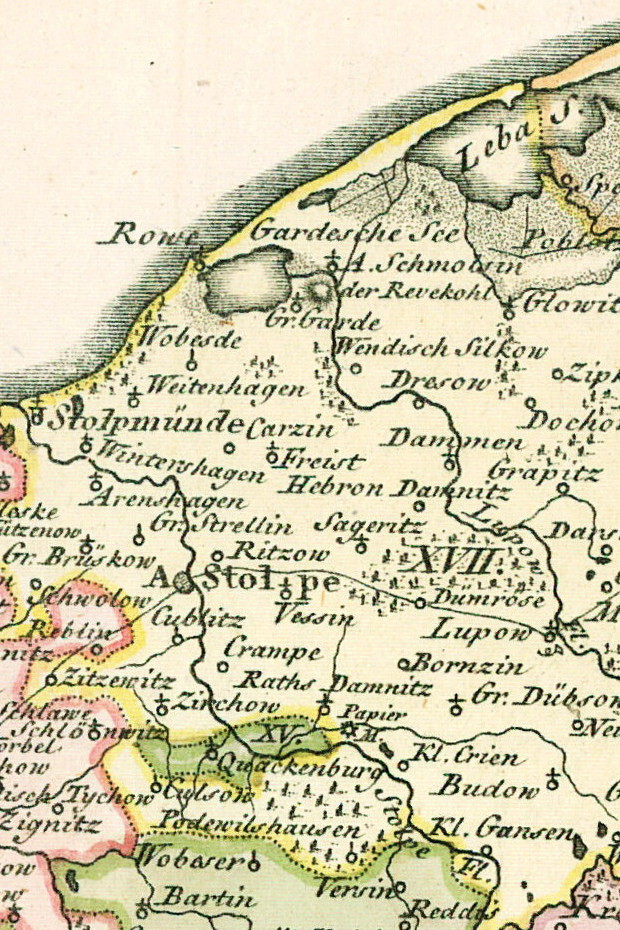
Zirchow, Kirchdorf, südlich der Stadt Stolp (früher Stolpe geschrieben) und links des Flusses Stolpe, auf einer Landkarte von 1794.

Das in seinem Ursprung als Sackgassendorf angelegte Zirchow wurde erstmals 1287 in einer Urkunde erwähnt, in der Herzog Mestwin II. von Pommerellen den Ort an das Kloster Buckow verlieh. Im Jahre 1495 wurde es als Lehen derer von Wobeser genannt. Danach ging das Gut an Heinrich Albrecht von Blumenthal und 1739 auf Alexander Schiebel von Schiebelstein über.
Im Jahre 1782 gab es  in Zirchow ein Vorwerk, einen Prediger, einen Küster, vier Bauern, einen Kossäten (darunter einen Schmied) bei insgesamt 21 Haushaltungen.  Durch Heirat kam es 1790 zusammen mit dem Hauptgut Lupow und zwölf anderen Gütern im Landkreis Stolp an die Familie Bonin. 1804 war es im Eigentum der Witwe des Landschaftsrates von Zitzewitz und wurde 1842 an Alexander von Bonin verkauft. 
Am 1. April 1927 hatte das Gut Zirchow eine Flächengröße von 407 Hektar, und am 16. Juni 1925 hatte der Gutsbezirk 116 Einwohner. Am 30. September 1928 wurde der Gutsbezirk Zirchow in die Landgemeinde Zirchow eingegliedert.
Vor 1945  hatte Zirchow eine Gemeindefläche von 549 Hektar und eine Wohnbevölkerung von 259 Einwohnern (im Jahre 1939). In der Gemeinde Zirchow  gab es 44 bäuerliche Betriebe.
Das Dorf Zirchow bildete bis 1945 eine Landgemeinde im Landkreis Stolp im Regierungsbezirk Köslin der preußischen Provinz Pommern des Deutschen Reichs. Die Gemeinde gehörte zum Amts- und Standesamtsbezirk Kunsow im Amtsgerichtsbereich Stolp.
Gegen Ende des Zweiten Weltkriegs gab Bürgermeister Willy Papenfuß  beim Herannahen der Sowjetarmee den Räumungsbefehl. Noch in der Nacht brachen die Bewohner auf, kamen jedoch nur bis Schmaatz, Lübzow, Schmolsin und Garde. Sie wurden von den Rotarmisten überrollt und kehrten in ihr Heimatdorf zurück. Nach Beendigung der Kampfhandlungen wurde die Region zusammen mit ganz Hinterpommern seitens der sowjetischen Besatzungsmacht der Volksrepublik Polen zur Verwaltung überlassen. Im Mai 1945 erschienen die Polen in Zirchow; im Laufe des Sommers bis Herbst bemächtigten sie sich sämtlicher landwirtschaftlichen Betriebe. Zirchow wurde unter der polonisierten Ortsbezeichnung ‚Sierakowo Słupskie‘ verwaltet. In den Jahren 1945 und 1946 werden die im Dorf einquartierten ostpreußischen Flüchtlinge, danach die Einwohner, als letzter Pastor Siegfried Finkbein, aus dem Dorf vertrieben.
Später wurden in der Bundesrepublik Deutschland 85 und in der DDR 94 aus Zirchow vertriebene Dorfbewohner ermittelt.
Das Dorf ist heute ein Teil der Gmina Kobylnica im Powiat Słupski der Woiwodschaft Pommern (bis 1998 Woiwodschaft Słupsk). Im Jahr 2006 hatte das Dorf 225 Einwohner.

## Kirche

### Dorfkirche
Die Zirchower Dorfkirche zählt zu den ältesten und kulturgeschichtlich wertvollsten Baudenkmälern im Stolper Kreis. Der backsteingotische Bau stammt wahrscheinlich aus dem 14. Jahrhundert. Turm und Kirchenschiff haben die gleiche Breite und sind aus Feldsteinen errichtet. Der niedrige Turm hat ein Walmdach, das Westeingangsportal ist spitzbogig überwölbt.
Das Innere der Kirche ist mit einer flachen Holzdecke versehen. Hier stand ein schlichter Altar und eine barocke Kanzel. Die Orgel aus dem 18. Jahrhundert war auf Veranlassung des Patrons Alexander Schiebel von Schiebelstein erbaut worden. Im Chor und an der Nordwand befanden sich Glasmalereien.
1736 und 1893/94 erfuhr das Gotteshaus und vor allem das Kirchenschiff aufwändige Umbauten. Bis 1587 war die Zirchower Kirche auch Gottesdienststätte für die Gemeindeglieder aus Kulsow, bis diese eine eigene Kirche erhielten. Die am Ende des 19. Jahrhunderts vorhandenen drei Glocken stammten aus dem 17. und 18. Jahrhundert. Die älteste Glocke war 1654 gegossen worden, die zweite 1792; die dritte Glocke hatte 1794 Johann Martin Meyer in Neustettin gegossen.
Nach 1945 wurde die seit der Reformation evangelische Pfarrkirche rekatholisiert. Seit ihrer Neuweihe am 2. Februar 1946 dient sie als Filialkirche.

### Kirchspiel bis 1945
Vor 1945 waren die Einwohner fast alle evangelischer Konfession. Zirchow war Pfarr- und Kirchort und bildete mit der Kirchengemeinde Kulsow ein eigenes Kirchspiel. Eingepfarrt waren auch die Dörfer Sagerke, Kunsow, Lossin und Sanskow.
Das evangelische Kirchspiel gehörte zum Kirchenkreis Stolp-Stadt der Evangelischen Kirche der Altpreußischen Union. 1940 zählte es insgesamt 1819 Gemeindeglieder, von denen 1161 zur Kirchengemeinde Zirchow und 658 zur Kirchengemeinde Kulsow gehörten. Das Kirchenpatronat von Zirchow war abgelöst, das der Kirchengemeinde Kulsow nahmen zuletzt die Rittergutsbesitzer von Boehn-Kulsow und von Boehn-Sagerke wahr. Der Bestand an Kirchenbüchern reichte bis 1655 zurück.
Vor 1945 gehörten die wenigen katholischen Einwohner von Zirchow zur Pfarrgemeinde in Stolp.

### Polnisches Kirchspiel seit 1945
Die seit 1945 und Vertreibung der einheimischen Dorfbewohner anwesende polnische Einwohnerschaft ist überwiegend katholisch. Der Ort ist eine Filialgemeinde in der Parochie Kobylnica im Dekanat Słupsk-Zachód (Słupsk-West) im Bistum Köslin-Kolberg der Katholischen Kirche in Polen.
Die wenigen evangelischen polnischen Einwohner gehören zum Kirchspiel der Kreuzkirche in Stolp in der Diözese Pommern-Großpolen der Evangelisch-Augsburgischen Kirche in Polen.

#### Pfarrer 1547–1946
Nach Einführung der Reformation hatten bis zum Zweiten Weltkrieg 15 Geistliche das Pfarramt für das Kirchspiel Zirchow inne:
1. Bartholomäus Ketelhut, 1547–1577
2. Joachim Ketelhut (Sohn von 1.), 1577–?
3. Carl. Leo, 1614–1655
4. Andreas Reidel, 1656–1688
5. Philipp Christoph Zeyse, 1688–1720
6. Jakob Benjamin Zeyse (Sohn von 5.), 1720–1745
7. Georg Albert Gottel, 1742–1762
8. Werner Heinrich Zeyse (Sohn von 6.), 1763–1796
9. Martin Daniel Gottfried Hertel, 1797–1832
10. Adolf Matthey, 1834–1884
11. Wilhelm Friedrich Gutt, 1885–1888
12. Gustav Hermann Fürchtegott Belling, 1888–1894
13. Hugo Heinrich Gustav Tschirschky, 1894–1903
14. Gotthold Karl Reimer, 1903–1912
15. Siegfried Finkbein, 1912–1946

## Verkehr
Etwa 2 Kilometer östlich des Dorfes verläuft in Nord-Süd-Richtung die Landesstraße 21, die über einen Abzweig in  Łosino (Lossin) zu erreichen ist. Die nächste Bahnstation ist Słonowice (Groß Schlönwitz) an der Bahnstrecke Piła–Ustka (Schneidemühl–Stolpmünde).

## Persönlichkeiten: Söhne und Töchter des Orts
- Georg Boguslav  von Wobeser (1653–1722), königlich preußischer Generalleutnant, zuletzt Kommandant von Pillau
- Joachim Wocislaus von Wobeser (1685–1746), preußischer Generalmajor